# Lawrence Levy
Pour les articles homonymes, voir Lawrence Levy (homonymie).
Lawrence Levy est un réalisateur et producteur américain.

## Filmographie
Comme réalisateur
- 1978 : The White Shadow (série télévisée)
- 1981 : Capitaine Furillo ("Hill Street Blues") (série télévisée)
- 1983 : Wrong Way Kid (TV)
- 1983 : Lottery! (série télévisée)
- 1983 : Les Petits Génies ("Whiz Kids") (série télévisée)
- 1985 : True Confessions (série télévisée)

Comme producteur
- 1999 : Inferno
- 2001 : Alma, la fiancée du vent (Bride of the Wind)
- 2003 : Love Object